# امحلوف تورك (مودية)

تعديل مصدري - تعديل

امحلوف تورك هي إحدى قرى عزلة مودية بمديرية مودية التابعة لمحافظة أبين، بلغ تعداد سكانها 41 نسمة حسب تعداد اليمن لعام 2004.